# 제12사단 (조선민주주의인민공화국)
제12사단은 6.25 전쟁 초기에 제7사단의 서수가 바뀌면서 창설된 조선인민군 륙군의 사단이다.

## 역사
사단은 본디 제7사단으로서 한국 전쟁에 참전했었으나, 강원도 홍천군으로의 진격이 늦어지면서, 전선사령관인 김일성에 의해 전우 소장이 해임되고, 후임으로 팔로군의 최충국 소장이 후임으로 임명되었고, 제7사단은 제12사단으로 서수가 변경되었다.
안동 전투에서 최충국 소장이 포탄에 맞아 죽자, 그의 후임으로 최인 소장이 임명되었다. 그의 지휘를 받은 제12사단은 안동을 점령하였으며, 그 공로로 김일성에게서 명예 칭호로서 "안동" 부여받었다. 이후 포항으로 진격하였으며, 8월 19일에 제766독립보병연대를 병합하여 사단의 피해를 복구하였다.

## 사단장
1. 전우, 소장, 계획보다 늦어져 해임됨.
2. 최충국 소장, 안동 전투에서 전사.
3. 최인 소장

## 기록

### 전투
- 신남 전투
- 안흥리 일대 전투
- 풍기 전투
- 단양 전투
- 충주 전투
- 풍기 전투
- 제1차 보현산 전투
- 안동 전투
- 의성 전투
- 포항 전투
- 제1차 인제 부근 전투
- 설악산 부근 전투
- 현리 전투
- 도솔산-대우산 전투
- 등매동-송정동 부근 전투
- 백석산 전투

## 참고
- “12th Infantry Division” (영어). GlobalSecurity.org. 2014년 9월 27일에 확인함.